# Língua Juǀʼhoan
A língua Juǀʼhoan (também chamada Zhuǀʼhõasi, Dzuǀʼoasi, Zû-ǀhoa, JuǀʼHoansi) é uma variante sul da língua !Kung, que forma um continuum dialetal com essa língua. É falada por cerca de 35 mil pessoas, sendo a maioria (30 mil) na Namíbia e os demais no Distrito Noroeste de Botsuana. Apresenta 4 dialetos regionais: Tsumkwe (o mais bem descrito e caracterizado), Rundu, Epukiro e Omatako.

## Escrita
A língua Juǀʼhoan utiliza o alfabeto latino bastante modificado e adaptado à sua fonética. São 104 símbolos formados por letras tradicionais, letras com diacríticos, conjuntos de 2 ou 3 letras que incluem diacríticos e símbolos como !’|, etc. São 91 “letras” para sons consoantes e 13 para sons vogais.
Três ortografias foram desenvolvidas para o  Juǀʼhoan para esses 104 sons: A primeira de 1975 foi comissionada por Jan Snyman no ”South African Department of Education” em 1969, tendo sido ligeiramente modificada em 1975. A segunda, feita a pedido da “Bible Society of South Africa” em 1987 usa muito menos diacríticos. Por fim, a terceira e atual é de 1994 e foi elaborada pela  “Ju|wa Bushman Development Foundation”.

### Ortografia
|      | Plosivas labiais | Plosivas labiais | Plosivas labiais | Plosivas labiais | Plosivas alveolares | Plosivas alveolares | Plosivas alveolares | Plosivas alveolares | Plosivas velares | Plosivas velares | Plosivas velares | Plosivas velares | Africadas alveolares | Africadas alveolares | Africadas alveolares | Africadas alveolares | Africadas alveolares | Africadas post-alveolares | Africadas post-alveolares | Africadas post-alveolares | Africadas post-alveolares | Africadas post-alveolares |       |
| ---- | ---------------- | ---------------- | ---------------- | ---------------- | ------------------- | ------------------- | ------------------- | ------------------- | ---------------- | ---------------- | ---------------- | ---------------- | -------------------- | -------------------- | -------------------- | -------------------- | -------------------- | ------------------------- | ------------------------- | ------------------------- | ------------------------- | ------------------------- | ----- |
| IPA  | [b]              | [p]              | [bʱ]             | [pʰ]             | [d]                 | [t]                 | [dʱ]                | [tʰ]                | [ɡ]              | [k]              | [ɡʱ]             | [kʰ]             | [ts]                 | [dsʱ]                | [tsʰ]                | [ds’]                | [ts’]                | [tʃ]                      | [dʃʱ]                     | [tʃʰ]                     | [dʃ’]                     | [tʃ’]                     | [kx’] |
| 1975 | b                | p                | bh               | ph               | d                   | t                   | dh                  | th                  | g                | k                | gh               | kh               | ts                   | dsh                  | tsh                  | ds’                  | ts’                  | tš                        | dšh                       | tšh                       | dš’                       | tš’                       | kx’   |
| 1994 | b                | p                | bh               | ph               | d                   | t                   | dh                  | th                  | g                | k                | gh               | kh               | ts                   | dsh                  | tsh                  | ds                   | tz                   | tc                        | dch                       | tch                       | dc                        | tj                        | kx    |
| 1987 | b                | p                | bh               | ph               | d                   | t                   | dh                  | th                  | gh               | k                | ’gh              | kh               | ts                   | dsh                  | tsh                  | ds’                  | ts’                  | tj                        | djh                       | tjh                       | dj’                       | tj’                       | kg    |

|      | Africadas heterorgânicas | Africadas heterorgânicas | Africadas heterorgânicas | Africadas heterorgânicas | Africadas heterorgânicas | Africadas heterorgânicas | Africadas heterorgânicas | Fricativas | Fricativas | Fricativas | Fricativas | Fricativas | Fricativas |     | Nasais | Nasais | Silábicas nasais | Silábicas nasais | Silábicas nasais | Silábicas nasais | Aproximantes | Aproximantes |
| ---- | ------------------------ | ------------------------ | ------------------------ | ------------------------ | ------------------------ | ------------------------ | ------------------------ | ---------- | ---------- | ---------- | ---------- | ---------- | ---------- | --- | ------ | ------ | ---------------- | ---------------- | ---------------- | ---------------- | ------------ | ------------ |
| IPA  | [dʶ]                     | [tᵡ]                     | [tʜ]                     | [dzʶ]                    | ?                        | [dʒʶ]                    | ?                        | [z]        | [s]        | [ʒ]        | [ʃ]        | [χ]        | [h]        | [ɽ] | [m]    | [n]    | [m̩]              | [ŋ̍]              | [m̰]              | [m̤]              | [j]          | [w]          |
| 1975 | dx                       | tx                       | tx’                      | dzx                      | tsx                      | dx                       | tx                       | z          | s          | ž          | š          | x          | h          | r   | m      | n      | m                | ng               | m̭                | mh               | y            | w            |
| 1994 | dx                       | tx                       | tk                       | dzx                      | tsx                      | djx                      | tcx                      | z          | s          | j          | c          | x          | h          | r   | m      | n      | m                | ng               | mq               | mh               | y            | w            |
| 1987 | dg                       | tg                       | tg’                      | -                        | tsg                      | djg                      | tjg                      | z          | s          | zj         | sj         | g          | h          | r   | m      | n      | m                | ng               | m̹                | mh               | y            | w            |

|      | Cliques dentais | Cliques dentais | Cliques dentais | Cliques dentais | Cliques dentais | Cliques dentais | Cliques dentais | Cliques dentais | Cliques dentais | Cliques dentais | Cliques dentais | Cliques dentais | Cliques alveolares | Cliques alveolares | Cliques alveolares | Cliques alveolares | Cliques alveolares | Cliques alveolares | Cliques alveolares | Cliques alveolares | Cliques alveolares | Cliques alveolares | Cliques alveolares | Cliques alveolares |
| ---- | --------------- | --------------- | --------------- | --------------- | --------------- | --------------- | --------------- | --------------- | --------------- | --------------- | --------------- | --------------- | ------------------ | ------------------ | ------------------ | ------------------ | ------------------ | ------------------ | ------------------ | ------------------ | ------------------ | ------------------ | ------------------ | ------------------ |
| IPA  | [ᶢǀ]            | [ǀ]             | [ᶢǀʱ]           | [ǀʰ]            | [ǀˀ]            | [ᵑ̊ǀʰ]           | [ᵑǀ]            | [ᵑǀʱ]           | [ᶢǀʶ]           | [ǀᵡ]            | [ᶢǀʢ]           | [ǀʜ]            | [ᶢǃ]               | [ǃ]                | [ᶢǃʱ]              | [ǃʰ]               | [ǃˀ]               | [ᵑ̊ǃʰ]              | [ᵑǃ]               | [ᵑǃʱ]              | [ᶢǃʶ]              | [ǃᵡ]               | [ᶢǃʢ]              | [ǃʜ]               |
| 1975 | gǀ              | ǀ               | gǀh             | ǀh              | ǀ’              | ǀ’h             | nǀ              | nǀ’h            | gǀx             | ǀx              | gǀx’            | ǀx’             | gǃ                 | ǃ                  | gǃh                | ǃh                 | ǃ’                 | ǃ’h                | nǃ                 | nǃ’h               | gǃx                | ǃx                 | gǃx’               | ǃx’                |
| 1994 | gǀ              | ǀ               | gǀh             | ǀh              | ǀ’              | ǀ’h             | nǀ              | nǀh             | gǀx             | ǀx              | gǀk             | ǀk              | gǃ                 | ǃ                  | gǃh                | ǃh                 | ǃ’                 | ǃ’h                | nǃ                 | nǃh                | gǃx                | ǃx                 | gǃk                | ǃk                 |
| 1987 | gc              | c               | dch             | ch              | c’              | c’h             | nc              | nch             | dcg             | cg              | dcg’            | cg’             | gq                 | q                  | dqh                | qh                 | q’                 | q’h                | nq                 | nqh                | dqg                | cq                 | dqg’               | cq’                |

|      | Cliques palatais | Cliques palatais | Cliques palatais | Cliques palatais | Cliques palatais | Cliques palatais | Cliques palatais | Cliques palatais | Cliques palatais | Cliques palatais | Cliques palatais | Cliques palatais | Cliques laterais | Cliques laterais | Cliques laterais | Cliques laterais | Cliques laterais | Cliques laterais | Cliques laterais | Cliques laterais | Cliques laterais | Cliques laterais | Cliques laterais | Cliques laterais |
| ---- | ---------------- | ---------------- | ---------------- | ---------------- | ---------------- | ---------------- | ---------------- | ---------------- | ---------------- | ---------------- | ---------------- | ---------------- | ---------------- | ---------------- | ---------------- | ---------------- | ---------------- | ---------------- | ---------------- | ---------------- | ---------------- | ---------------- | ---------------- | ---------------- |
| IPA  | [ᶢǂ]             | [ǂ]              | [ᶢǂʱ]            | [ǂʰ]             | [ǂˀ]             | [ᵑ̊ǂʰ]            | [ᵑǂ]             | [ᵑǂʱ]            | [ᶢǂʶ]            | [ǂᵡ]             | [ᶢǂʢ]            | [ǂʜ]             | [ᶢǁ]             | [ǁ]              | [ᶢǁʱ]            | [ǁʰ]             | [ǁˀ]             | [ᵑ̊ǁʰ]            | [ᵑǁ]             | [ᵑǁʱ]            | [ᶢǁʶ]            | [ǁᵡ]             | [ᶢǁʢ]            | [ǁʜ]             |
| 1975 | gǂ               | ǂ                | gǂh              | ǂh               | ǂ’               | ǂ’h              | nǂ               | nǂ’h             | gǂx              | ǂx               | gǂx’             | ǂx’              | gǁ               | ǁ                | gǁh              | ǁh               | ǁ’               | ǁ’h              | nǁ               | nǁ’h             | gǁx              | ǁx               | gǁx’             | ǁx’              |
| 1994 | gǂ               | ǂ                | gǂh              | ǂh               | ǂ’               | ǂ’h              | nǂ               | nǂh              | gǂx              | ǂx               | gǂk              | ǂk               | gǁ               | ǁ                | gǁh              | ǁh               | ǁ’               | ǁ’h              | nǁ               | nǁh              | gǁx              | ǁx               | gǁk              | ǁk               |
| 1987 | gç               | ç                | dçh              | çh               | ç’               | ç’h              | nç               | nçh              | dçg              | çg               | dçg’             | çg’              | gx               | x                | —*               | xh               | x’               | x’h              | nx               | nxh              | dxg              | cx               | dxg’             | cx’              |

|      | Vogais plenas | Vogais plenas | Vogais plenas | Vogais plenas | Vogais plenas | Pressionadas vogais | Pressionadas vogais | Vogais nasais | Vogais nasais | Vogais nasais | Vogais nasais | Vogais nasais alveolares | Vogais nasais alveolares |
| ---- | ------------- | ------------- | ------------- | ------------- | ------------- | ------------------- | ------------------- | ------------- | ------------- | ------------- | ------------- | ------------------------ | ------------------------ |
| IPA  | [i]           | [e]           | [a, ə]        | [o]           | [u]           | [aˤ]                | [oˤ]                | [ĩ]           | [ã]           | [õ]           | [ũ]           | [ãˤ]                     | [õˤ]                     |
| 1975 | i             | e             | a             | o             | u             | a̭                   | o̭                   | ĩ             | ã             | õ             | ũ             | ã̭                        | õ̭                        |
| 1994 | i             | e             | a             | o             | u             | aq                  | oq                  | in            | an            | on            | un            | aqn                      | oqn                      |
| 1987 | i             | e             | a, e          | o             | u             | a̹                   | o̹                   | î             | â             | ô             | û             | â̹                        | ô̹                        |

A última orografia também tem  ih, eh, ah, oh, uh para vogais “respiradas” (murmuradas)  e ihn, ahn, ohn, uhn para vogais nasais.  Porém,  Snyman insiste que essas são variantes posicionais de vogais de tons baixos, não sendo necessário serem informadas de forma gráfica. y.
Como se percebe, a língua apresenta muitos cliques, como ocorres geralmente com as línguas khoisans. Um desses cliques (*) ainda não foi  atestado.

## Fonética
Juǀʼhoan apresenta quatro tons. 
Há cinco qualidades vogais, /i e a o u/. Porém essas podem ser nasalisadas, glotalizadas, murmuradas ou combinações dessas, sendo que todas podem ainda ser longas ou curtas. As qualidades  /a/ e /o/ podem ainda ser faringeais e estridentes (epiglotais). Assim, há 30 fonemas vogais, talvez mais, dependendo da análise do estudioso. Há ainda muitas sequências de vogais e ditongos.
Juǀʼhoan tem também uma grande quantidade de consoantes. As que se seguem ocorrem no início das raízes. De forma simplificada, somente os cliques alveolares estão listados com as demais consoantes; A lista completa de clique é apresentada a seguir: 
|           |                       | Labial | Alveolar | Alveolar | Postalveolar /Palatal | Velar | Clique correspondente | Glotal |
| --------- | --------------------- | ------ | -------- | -------- | --------------------- | ----- | --------------------- | ------ |
| Nasal     | Sonora                | m      | n        | n        |                       | ŋ     | ᵑǃ                    |        |
| Nasal     | Murmurado             | (mʱ)   |          |          |                       |       | ᵑǃʱ                   |        |
| Nasal     | Aspirada              |        |          |          |                       |       | ᵑ̊ǃʰ                   |        |
| Plosivo   | Sonora                | b      | d        | dz       | dʒ                    | ɡ     | ᶢǃ                    |        |
| Plosivo   | Tenuis                | p      | t        | ts       | tʃ                    | k     | ǃ                     | (ʔ)    |
| Plosivo   | Aspirada              | pʰ     | tʰ       | tsʰ      | tʃʰ                   | kʰ    | ǃʰ                    |        |
| Plosivo   | Sonora murmurada      | bʱ     | dʱ       | dsʱ      | dʃʱ                   | ɡʱ    | ᶢǃʱ                   |        |
| Plosivo   | Glotalizado           |        | tsʼ      | tsʼ      | tʃʼ                   | kxʼ   | ǃˀ                    |        |
| Plosivo   | Sonora glotalizada    |        | dzʼ, dsʼ | dzʼ, dsʼ | dʒʼ, dʃʼ              |       |                       |        |
| Plosivo   | uvularizada           |        | tᵡ       |          |                       |       | ǃᵡ                    |        |
| Plosivo   | Sonora uvularizada    |        | dᵡ       | dzᵡ      | dʒᵡ                   |       | ᶢǃʶ                   |        |
| Plosivo   | Epiglotalizada        |        | tʜ       |          |                       | kʜ    | ǃʜ                    |        |
| Plosivo   | Sonora epiglotalizada |        |          |          |                       | ɡʢ    | ᶢǃʢ                   |        |
| Fricativa | Sonora                |        | z        | z        | ʒ                     |       |                       | ɦ      |
| Fricativa | Surda                 | (f)    | s        | s        | ʃ                     | χ     |                       |        |

Apenas uma pequena quantidade de vogais ocorre entre vogais numa raiz. São as seguintes: 
| Labial | Alveolar | Velar | Uvular | Glotal |
| β̞      | ɾ        | ɣ     |        |        |
| m      | n        | ŋ     |        |        |
|        |          | k, ŋk | kʜ     |        |
|        |          |       | χ      | ɦ      |

As consoantes mediais  [β̞, ɾ, m, n] (green) são muito comuns; as [ɣ, ŋ] são raras; as demais quase não´aparecem, estando somente em poucas raízes, a maioria delas de origem estrangeira. As [β̞, ɾ, ɣ] são geralmente consideradas com alofones de /b, d, ɡ/, porém,  [ɾ] em especial corresponde a consoante inicial de muitas raízes.
Juǀʼhoantem  48 consoantes [[clique (fonética)|cliques. São de quatro tipos: dental, lateral, alveolar, palatal. São doze os acompanhamentos. Essas são consoantes perfeitamente normais em Juǀʼhoan e são realmente preferidas às não-cliques nas posições iniais das palavras. 
| cliques africados | cliques africados | clique agudos | clique agudos | acompanhamento                       |
| ----------------- | ----------------- | ------------- | ------------- | ------------------------------------ |
| Dental]           | Alveolar          | Postalveolar  | Palatal       | acompanhamento                       |
| ǀ                 | ǁ                 | ǃ             | ǂ             | Tenuis                               |
| ᶢǀ                | ᶢǁ                | ᶢǃ            | ᶢǂ            | Sonora                               |
| ᵑǀ                | ᵑǁ                | ᵑǃ            | ᵑǂ            | Nasal                                |
| ǀʰ                | ǁʰ                | ǃʰ            | ǂʰ            | Aspirada                             |
| ᶢǀʱ               | ᶢǁʱ               | ᶢǃʱ           | ᶢǂʱ           | Murmurada                            |
| ᵑ̊ǀʰ               | ᵑ̊ǁʰ               | ᵑ̊ǃʰ           | ᵑ̊ǂʰ           | Aspirada nasal                       |
| ᵑǀʱ               | ᵑǁʱ               | ᵑǃʱ           | ᵑǂʱ           | Murmureda                            |
| ǀˀ                | ǁˀ                | ǃˀ            | ǂˀ            | Glotalizada (talvez c/ acomp. Nasal) |
| ǀᵡ                | ǁᵡ                | ǃᵡ            | ǂᵡ            | Uvularizadaa                         |
| ᶢǀʶ               | ᶢǁʶ               | ᶢǃʶ           | ᶢǂʶ           | Sonora uvularizada                   |
| ǀʜ                | ǁʜ                | ǃʜ            | ǂʜ            | Epiglotalizada                       |
| ᶢǀʢ               | ᶢǁʢ               | ᶢǃʢ           | ᶢǂʢ           | Sonora epiglotalizada                |

## Filmes
- 1980 - The Gods Must Be Crazy
- 2003 - Journey of Man